# Малый Ишихлы
Малый Ишихлы (азерб. Kiçik İşıqlı — Кичик Ишихлы) — гора в Лачинском районе Азербайджана. Расположена на Карабахском нагорье, к северо-востоку от горы Большой Ишихлы. Высота — 3455 м.

## Описание
Гора Малый Ишихлы представляет собой конус потухшего вулкана. На горе расположены альпийские луга.